# Puig de la Serra de les Estanoses
El Puig de la Serra de les Estanoses és una muntanya de 1.162,1 metres del límit dels termes comunals de la Menera i de Serrallonga, tots dos de la comarca del Vallespir, a la Catalunya del Nord.
Es troba al nord-est del poble de la Menera, a prop de la Roca de Cap de Ca, a la Serra de les Estanoses, com el seu nom indica. Al seu nord-est, ja en el termenal amb Serrallonga, hi ha el Coll de les Estanoses.